# Loxocera kambaitiensis
Loxocera kambaitiensis är en tvåvingeart som beskrevs av Frey 1955. Loxocera kambaitiensis ingår i släktet Loxocera och familjen rotflugor.
Artens utbredningsområde är Myanmar. Inga underarter finns listade i Catalogue of Life.